# Claudio Belotti
Claudio Belotti (Bergamo, 9 settembre 1967) è uno scrittore e imprenditore italiano.

## Biografia
Claudio Belotti nasce e cresce a Bergamo. Frequenta l’Istituto Alberghiero di San Pellegrino Terme che lo spinge verso la carriera nel mondo del turismo e della ristorazione di lusso, oltreché verso il viaggio. Dopo aver svolto esperienze nel settore in Italia, trascorre nella prima metà degli anni novanta un lungo periodo negli Stati Uniti per poi rientrare in Italia alla direzione del ristorante dell’Hotel Four Seasons di Milano nel 1996. 
Nel corso dell’esperienza negli Stati Uniti Belotti conosce e frequenta i corsi di Anthony Robbins durante i quali apprende le tecniche di Programmazione Neuro-Linguistica e di Dinamiche a Spirale, teoria creata dal dottor Clare Graves. Approfondisce lo studio della PNL frequentando i corsi di Richard Bandler che nel 2007 gli conferirà per primo al mondo il titolo di Master Trainer in NLP for Business.       
Nel frattempo perfeziona la sua formazione con John Grinder in linguistica, con Robert Dilts in coaching e leadership e con Tad James in Time Line Therapy.
Dopo aver chiuso l’esperienza con il Four Seasons dal 2000 si dedica in maniera completa alla formazione e al coaching, diventando Trainer di PNL per NLP Italy e iniziando a svolgere il lavoro di Life e Business Coach.
In ambito sportivo ha collaborato come Mental trainer con l'Pallacanestro Olimpia Milano, la Federazione Italiana Pallavolo, il settore giovanile delFootball Club Internazionale Milano. Attualmente svolge il suddetto ruolo con il settore giovanile dell'Atalanta Bergamasca Calcio. 
È stato Mental Coach del Ministero della salute nel 2019
Nel 2010 fonda Extraordinary sviluppando il proprio metodo denominato One Hand Coaching e della formazione aziendale e in aula. Dal 2014 Belotti entra a far parte del think tank “Performance Straordinarie” del professor Giorgio Nardone.
In questi stessi anni si dedica alla divulgazione del coaching come metodologia per il self-help scrivendo diversi libri, numerosi ebook e oltre 30 audiolibri e podcast. 
Negli anni con la Extraordinary Coaching School si dedica anche alla formazione di Coach in PNL attraverso un percorso intenso, pratico e dinamico. È anche accreditato come Senior Practitioner presso il prestigioso European Mentoring and Coaching Council (EMCC).
È stato invitato come speaker ai TEDx di Busto Arsizio  e di Lecco 

## Il ruolo nell'organizzazione di Anthony Robbins
Claudio Belotti inizia a collaborare con Anthony Robbins dopo aver terminato l’intero percorso della scuola di Robbins nella seconda metà degli anni novanta. Inizialmente la collaborazione avviene a distanza e Belotti si occupa di tradurre il materiale didattico dei corsi di Robbins. Successivamente, con la nomina a Trainer nel 1998, inizia la sua collaborazione come docente alla "Anthony Robbins Leadership Academy" al "Leadership Programme" alla "Mastery University" e nei corsi tenuti nel mondo, attività che continua a svolgere tutt’oggi. Diventa Senior Trainer nel 2008 e infine Master Trainer nel 2017. 

## Il metodo One Hand Coaching
L’approccio di Claudio Belotti al Coaching si articola in cinque passaggi, proprio come le dita di una mano, e ognuno prevede una serie di tecniche: da qui deriva il nome One Hand Coaching. Partendo dal Pollice che rappresenta lo Scopo – la domanda fondamentale, il perché – si lavora con la Teoria dei sei bisogni fondamentali di Anthony Robbins e i Livelli logici di Robert Dilts. Con l’Indice si passa alla Vision, da definire con l’ausilio delle Dinamiche a Spirale. Poi si procede con il Medio che rappresenta la Situazione attuale sulla quale si lavora con il metodo S.C.O.R.E. (Situazione attuale, Cause, Obiettivi, Risorse, Effetti). L’Anulare rappresenta gli Obiettivi sui quali si lavora con il metodo G.R.O.W. (Goal, Reality, Options, Who/What/When). Infine il mignolo che rappresenta i Comportamenti.

## Libri
- 2004 Il Coach scritto con Alessio Roberti, NLP Italy editore
- 2006 La comunicazione medico-paziente scritto con Alessio Roberti e Luigi Caterino, NLP Italy Editore
- 2007 Comunicazione e allenamento mentale nello sport. Con DVD. Calzetti Mariucci Editore [18]
- 2011 La vita come tu la vuoi. Sperling & Kupfer Editore
- 2012 The Spiral. Capire e prevedere i comportamenti degli altri con le dinamiche a spirale. Scritto con Christopher C. Cowan, Natasha Todorovic. Sperling & Kupfer Editore [19]
- 2013 Prendi in mano la tua felicità. Sperling & Kupfer Editore [20]
- 2016 Super You: Come individuare e allenare il superpotere che ti rende straordinario BUR [21]
- 2019 Gli Stadi del Successo Roi Edizioni [22]
- 2025 Il Coaching che funziona Roi Edizioni [23]